# Fumana trisperma
Fumana trisperma là một loài thực vật có hoa trong họ Nham mân khôi. Loài này được Hub.-Mor. & Reese mô tả khoa học đầu tiên năm 1943.